# 栄成市
栄成市（えいせい-し）は、中華人民共和国山東省威海市に位置する県級市。

## 地理
栄成市は山東半島の最東端、黄海に面して位置し、中国最大の漁港の一つである。低山丘陵の地形で、平均気温が12℃、降水量が785ミリメートル。始皇帝が長生きの薬を求め、成山頭で祭ったことが知られている。ちなみに、徐福の物語もここが原点となる。主要な地域は崖頭・石島・龍鬚島など。

## 歴史
明の以前は文登県に属し、明初に成山衛が設置され、清雍正年間に初めて栄成県が設置された。1989年に県級市に昇格し、威海市に属している。

## 行政区画
10街道、12鎮、1管理区を管轄する、市人民政府所在地は崖頭街道。
- 街道
  - 寧津街道、港湾街道、桃園街道、王連街道、東山街道、斥山街道、崖頭街道、城西街道、尋山街道、嶗山街道
- 鎮
  - 俚島鎮、成山鎮、埠柳鎮、港西鎮、夏荘鎮、崖西鎮、蔭子鎮、滕家鎮、大疃鎮、上荘鎮、虎山鎮、人和鎮
- 管理区
  - 石島管理区（副省級、旧石島鎮）

## 経済
栄成の東、南、北は黄海に面し、海岸線が500キロメートルにもなる。産業は海洋産業を中心とし、中国一の実力を持つ。栄成域内に韓国企業が多くあり、海産物は日本までも多く輸出している。
ほかに、花崗岩の埋蔵量が豊富で、品種が多くある。農業では小麦、ピーナッツ、林檎、玉蜀黍等の主産地で、工業では機械、造船、ガラスが有名で、全国総合実力百強県の一つである。

## 交通
石島港は唐代からすでに黄海沿岸重要な港であり、現在は中国北部における最大の漁港となっている。韓国、日本への貨客運輸も開通し、2005年にはさらに韓国・仁川までの航空路線が開通した。高速道路では青島石島線、済南青島線、煙台栄成線などがある。

## 観光
- 成山頭（秦の始皇帝が祭祀を行った場所）
- 天后宮（媽祖）
- 九頂鉄槎山（全真教（道教）の祖・王玉陽が修行した場所）
- 赤山法華院（日本の天台宗僧侶円仁法師が修行した場所）
- 聖水観（王玉陽が修行した場所）
- 花斑彩石
- 海驢島
- 天鵝湖（白鳥湖）

## 友好都市
- 日本、浜田市（1995年8月）
- 韓国、仁川広域市

など